# Lapovo
Lapovo (srp.: Лапово) je grad i središte istoimene općine u Šumadijskome okrugu u Središnjoj Srbiji.

## Stanovništvo
U naselju Lapovo živi 7.422 stanovnika, od toga 5.995 punoljetnih stanovnika, a prosječna starost stanovništva iznosi 41,5 godina (40,4 kod muškaraca i 42,6 kod žena). U naselju ima 2.300 domaćinstava, a prosječan broj članova po domaćinstvu je 3,23.
Prema popisu stanovništva iz 1991.godine u naselju je živjelo 8,655 stanovnika.
| Etnički sastav 2002. |            |        |
| Narod                | Stanovnika | %      |
| Srbi                 | 7.323      | 98,66% |
| Romi                 | 27         | 0,36%  |
| Makedonci            | 17         | 0,22%  |
| Jugoslaveni          | 5          | 0,06%  |
| Rumunji              | 3          | 0,04%  |
| Bugari               | 2          | 0,02%  |
| nepoznato            | 18         | 0,24%  |

| broj stanovnika | 7169  | 7569  | 8112  | 8307  | 8837  | 8655  | 7422  |
|                 | 1948. | 1953. | 1961. | 1971. | 1981. | 1991. | 2001. |

## Galerija
| - Pravoslavna crkva - Ulica u centru grada - Gradska vijećnica - Rijeka Morava |

## Vanjske poveznice
- Karte, udaljenonosti, vremenska prognoza  Arhivirana inačica izvorne stranice od 16. travnja 2009. (Wayback Machine)
- Satelitska snimka naselja  Arhivirana inačica izvorne stranice od 11. veljače 2021. (Wayback Machine)